# Banque Hottinguer
 (décembre 2016).
Ne doit pas être confondu avec Hottinger Group ou Hottinger & Cie.
La Banque Hottinguer est une banque française indépendante à capitaux privés (Banque d'investissement et Banque de financement), toujours contrôlée par la famille fondatrice,.
La banque est détenue à hauteur de 17 % par la Compagnie du Cambodge (holding cotée), filiale du groupe Bolloré.
Le siège se trouve à Paris. Il existe des bureaux en Suisse (Zurich, Genève) ainsi qu'à Lyon. La Banque détient un fonds (SICAV) au Luxembourg.
La Banque Hottinguer possède capitalistiquement 100 % de la société de gestion Messieurs Hottinguer & Cie, la SCI du 63 rue de la Victoire et Hottinguer Corporate Finance SA.
La Banque Hottinguer se trouve dans la Rue de la Victoire (Paris) et à Lyon Place Bellecour.

## Historique
Originaire de Zürich (Suisse), la famille Hottinguer, a donné naissance, dès le XVIIIe siècle, à une longue lignée de banquiers.
Jean-Conrad est le véritable fondateur de la dynastie financière. En 1783, il rejoint son oncle Johann-Heinrich à Genève, qui, grâce à ses relations dans les milieux bancaires, permet à son neveu de se former au sein de différents établissements.
En 1784, Jean-Conrad se rend à Paris où il commence un stage auprès de la Banque Le Coulteux & Cie gérée par Jean-Barthélémy Le Couteulx de Canteleu, l'un des fondateurs de la Banque de France.
En 1786, Jean-Conrad Hottinguer ouvre le premier établissement bancaire à Paris, avant de devenir l’un des vingt premiers Régents de la Banque de France en 1803. Le 19 septembre 1810, l'empereur nomme Jean-Conrad Hottinguer, baron de l'Empire.
Au XIXe siècle, la Banque Hottinguer est au cœur du développement industriel naissant, Jean-Conrad Hottinguer crée la Caisse d'épargne en 1818 en association avec la famille Delessert. La famille Hottinguer participe au financement des chemins de fer en France, en Europe et en Russie, mais également aux grands projets tels que la Compagnie générale des eaux, la Banque impériale ottomane, les Chemins de fer Paris-Lyon, les compagnies d'assurances La Nationale. Elle est aussi associée à la création de L'Automobile Club et du Jockey Club de Paris.
Les guerres du XXe siècle redistribuent les cartes. En effet, à la veille de la Première Guerre mondiale, la France fait partie des États créanciers du monde. Au lendemain de celle-ci, les pays riches sont désormais les États-Unis et le Japon.
1989 est l’année de la rupture. Jean-Philippe, François et Emmanuel Hottinguer décident de quitter la banque familiale qui est cédée en 1994 au Crédit suisse par les autres membres de la famille. [citation nécessaire]
Concomitamment, Jean-Philippe et ses cousins créent leur propre établissement à Paris : un  établissement bancaire dédié aux entrepreneurs, destiné à poursuivre et pérenniser l'œuvre de leurs ancêtres. En juillet 2006, l'Autorité de régulation Française donne l'agrément banque à cet établissement, qui obtient en juillet 2012, à la suite d'un long contentieux, l'autorisation de prendre la dénomination sociale et la raison sociale Banque Hottinger. [citation nécessaire]
Les marques, les logos et les noms de domaine ont été, durant ces dernières années, l’objet de plusieurs contentieux, dont les décisions ont été favorables à Jean-Philippe Hottinguer et ses cousins,,.
La banque et la société de gestion (Messieurs HOTTINGUER & Cie Gestion privée) gèrent aujourd'hui plusieurs SICAV, OPCVM, FIA, et un portefeuille de clients important de plusieurs milliards d'actifs.
Le dépositaire de la Banque Hottinguer est le Crédit industriel et commercial (CM-CIC). Il existe des partenariats avec la société Cholet Dupont  ou la société IBanFirst de Xavier Niel .
- Banque Hottinguer
- Logo Hottinguer
- Jean-Conrad Hottinguer
- Blason Hottinguer

## Gouvernance

### Directoire
- Pierre Durand de Bousingen, Président du Directoire, responsable des activités de Corporate Finance[15]
- Gary Herrmann, Membre du Directoire, Responsable des activités de banque privée et de Gestion d’actifs[16]
- Jean Conrad Hottinguer, Président du Conseil de Surveillance

## Activités
- Banque privée
- Asset management
- Corporate finance

## Sources
Pour les détails du début de cette généalogie, voir Hottinger sur genea-bdf.org